# 阿普列尤斯
鲁齐乌斯·阿普列尤斯（Lucius Apuleius，约124年－约189年）是古罗马作家、哲学家。柏柏尔人。出生于北非的古羅馬殖民地努密底省馬道拉地方（屬今阿爾及利亞），為官吏家庭。曾在雅典学习柏拉图主义哲学，後廣泛遊歷地中海地區。阿普列尤斯在返鄉途中與黎波里富孀普登提拉結婚，卻被其家人控告，罪名是「以魔法迷惑普登提拉」，阿普列由斯遂寫了《辯護狀》（Apologia）駁斥，這份文件後來成為了解阿普列尤斯的重要史料。著有小说《金驴记》（Metamorphoses，一译“变形记”），透過主角路鳩士化身為驢所看見的真實羅馬，讽刺罗马帝国的社会生活。